# Kapetan fregate
Kapetan fregate je viši časnički mornarički vojni čin u Hrvatskoj ratnoj mornarici. Nadređen je činu kapetana korvete a podređen kapetanu bojnog broda. U Američkoj ratnoj mornarici odgovara činu Commander, odnosno činu Fregattenkapitän u Njemačkoj ratnoj mornarici. U Hrvatskoj vojsci odgovara mu čin pukovnika.